# Szlovákia címere

Szlovákia nemzeti címere

Szlovákia címere a szlovák állam egyik jelképe.

## Közvetlen előzmények
Szlovákia és Csehország 1992-ben megállapodást kötöttek arról, hogy egyikük sem fogja felhasználni a csehszlovák jelképeket. Miután Csehország változtatás nélkül megtartotta a néhai állam zászlóját, komoly nemzetközi vita alakult ki a két szomszédos állam között.

## A címer
A címer egy késő gót vörös színű pajzson látható. Középső részén egy ezüst színű kettős kereszt látható, amely a kék színű hármas halmon áll. Magyarország címerében lévő kettős kereszthez hasonlít, amelynek jobb oldali vörös mezejében elhelyezett zöld hármas halmon és arany koronán áll.
A nemzeti címer Szlovákia zászlaján is szerepel.

### A kettős kereszt eredete

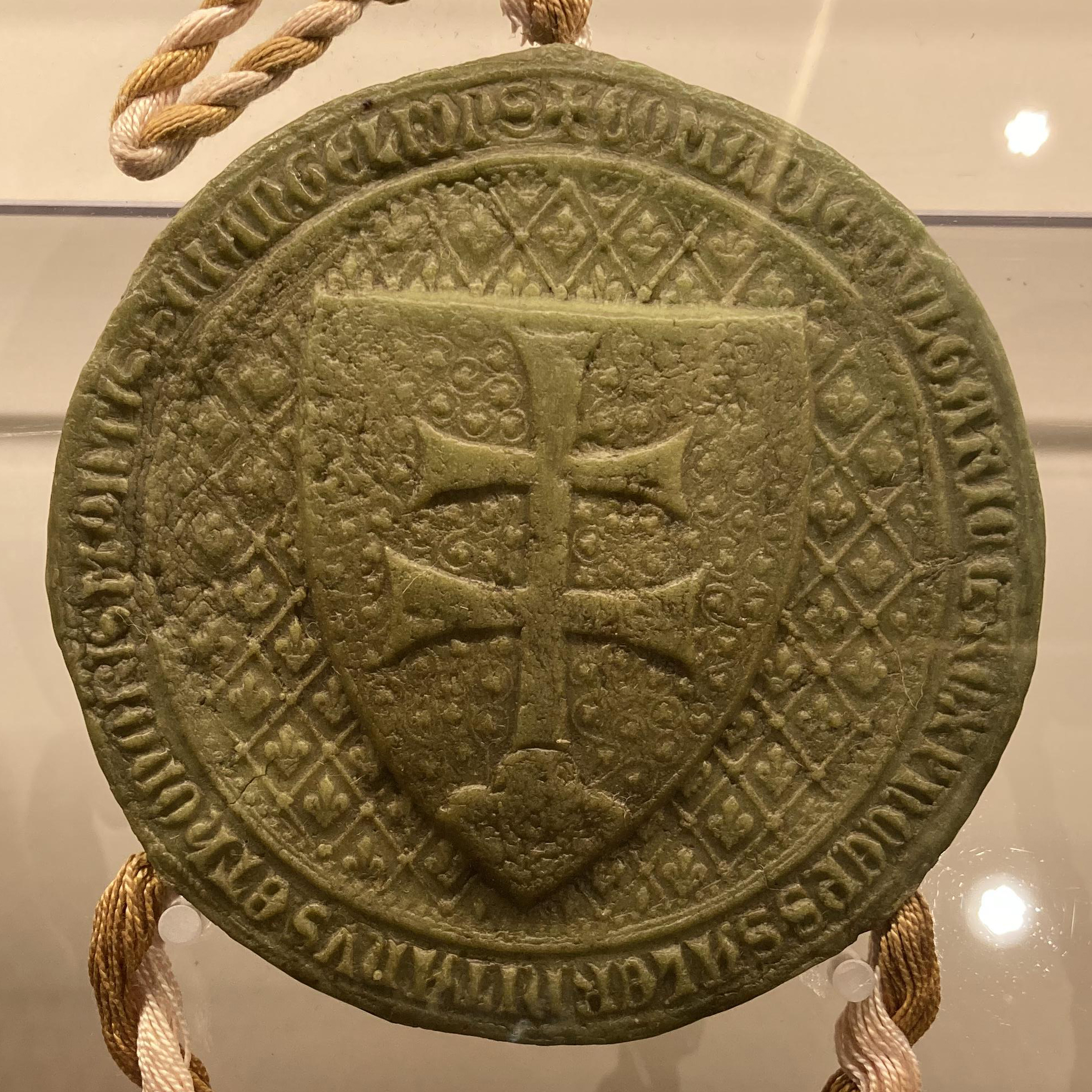
Nagy Lajos magyar király (1342-1382) második kettős felségpecsétjének hátlapja (1366-1382). A modern szlovák címert Ladislav Čisárik grafikus tervezte 1990-ben, alapul véve a középkori magyar címert.

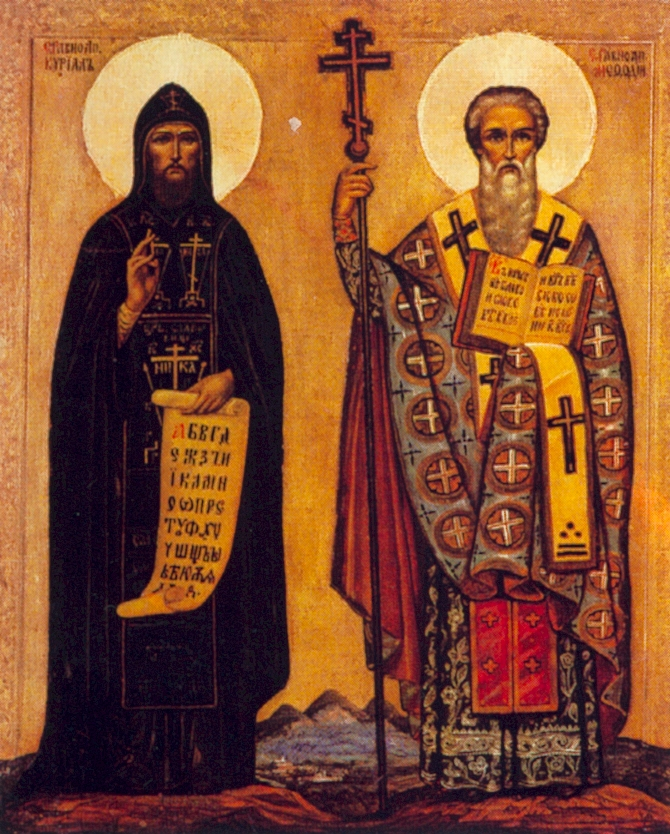
Szent Cyrill és Metód

Szlovák és magyar történészek ellentétes véleményen vannak a kettős kereszt eredetét illetően. A szlovák nézőpont/feltételezés szerint Cirill és Metód bizánci szerzetesek térítő tevékenysége révén jelent meg a jelkép, ami egyúttal Szlovákia keresztény és pánszláv hagyományait és örökségét jelképezi. Korábbi magyar nézőpont/feltételezés szerint a kettős kereszt II. Szilveszter pápától származik, amit Szent István megkoronázása alkalmából adományozott mint az apostoli király uralkodói jelképét.
A kutatók által legelfogadottabb elmélet azonban az, hogy a kettős kereszt bizánci hatásra, III. Béla magyar király uralkodása alatt, a 12. század végén jelenik meg, valamint tűnik fel először címerpajzsokon, illetve érméken. A legújabb numizmatikai vizsgálatok alapján, a kettőskeresztes pénzek azonban nem III., hanem IV. Béla uralkodásának kezdeti, tatárjárás előtti időszakához köthetők. Ez alapján az Árpádok első ismert címere a sávozott pajzs lehetett. Semmilyen további forrás nem szól amellett, hogy III. Béla, vagy II. András használt volna kettőskeresztes címert.

### A hármas halom
A hármas halom a népi értelmezés szerint három hegységet jelképez, amelyek a történelmi Magyarország északi hegyes határvidékét jelölték. A három hegylánc a Kárpátok három vonulatát, a Tátrát, a Fátrát és a Mátrát jelképezi, még akkor is, ha a Mátra vidékét végül Szlovákiának nem sikerült elcsatolnia Magyarországtól az első világháborút lezáró békeszerződések során. Ez a három halom jelenik meg a magyar címerben. A szlovák nemzeti szimbólumokba a hosszú közös történelem során került be, emlékeztetve Magyarországnak a szlovákok nemzetté válásában játszott szerepére.
A címer színeit szintén a pánszláv színekhez igazították, hogy azt megkülönböztessék a magyar címertől.